# نت‌باس
نت باس (به انگلیسی: NetBus) تروجانی مبتنی بر ویندوز که در سال ۱۹۹۸ توسط یک برنامه‌نویس سوئدی به نام Cerd Fredrik Neikter نوشته شده‌است.
نت باس در دلفی و به ادعای Cerd Fredrik Neikter با هدف شوخی با دوستان نوشته شد. اما با کشف توانایی‌های مخرب و آزار دهنده آن توسط کاربران اینترنت، استفاده از آن گسترش فراوانی یافت.

سرویس گیرنده نت باس برای حمایت از نسخه‌های سیستم عامل‌های زیر طراحی شده‌است:

ویندوز ۹۵

ویندوز ۹۸

ویندوز ME

ویندوز NT ۴٫۰

سرویس گیرنده ورژن ۱٫۷ در ویندوز ۲۰۰۰ و در ویندوز xp خوب کار می‌کند. نت باس از پروتکل TCP استفاده می‌کند.

## قابلیت‌های NetBus
باز و بسته کردن در سی دی درایو برای یکبار یا در بازه‌های زمانی مشخص.

به نمایش درآوردن هر تصویری با پسوند BMP یا JPG در رایانه قربانی.

جابه‌جا کردن عملکرد دکمه‌های چپ و راست ماوس در رایانه قربانی.

اجرا کردن هر نوع فایل صوتی دلخواه با پسوند Wave در رایانه قربانی.

هدایت اشاره گر ماوس فرد قربانی به موقعیت دلخواه بر روب مانیتور رایانه.

به نمایش درآوردن پیغامی بر روی صفحه نمایش رایانه قربانی جهت ارسال و دریافت پیامهای دیگر.

خاموش کردن رایانه قربانی یا Log Off کردن آن فرد قربانی اشتراک کاربریش از روی شبکه.

بازکردن پنجره مرورگر پیش‌فرض رایانه که اکثراً اینترنت اکسپلورر است و نمایش صفحه وب تحت آدرس سایت خاصی.

ارسال ضربه کلیدهایی به رایانه قربانی، برای مثال در صورتی که فرد قربانی برنامه واژه پرداز مایکروسافت ورد را باز کرده باشد، شما می‌توانید از راه دور متن خود را در داخل این پنجره فعال تاپ کنید.

دریافت ضربه کلیدهای به رایانه قربانی، شما با این روش می‌توانید کلمات عبور رایانه قربانی را کشف و پیدا کنید.

دریافت محتویات صفحه نمایش رایانه قربانی؛ با این روش مثل دوربین مخفی جاسازی شده‌است، تا محتوات صفحه نمایش را نشان دهد.

دریافت اطلاعات دربارهٔ رایانه قربانی.

امکان آپلود کردن و نشاندن هر فایلی از رایانه شما به روی رایانه قربانی.

اضافه یا کم کردن میزان صدای بلنگوی رایانه قربانی.

ضبط کردن صدای اتاق رایانه قربانی از طریق میکروفن متصل به رایانه.

درآوردن صدای کلید ماوس با هر بار زدن کلیدی از صفحه کلید رایانه قربانی.

حذف، اضافه و تغییر فایلی در رایانه قربانی.

غیرفعال کردن کلیدهایی از صفحه کلید رایانه قربانی.

به نمایش درآوردن و بستن هر پنجره اینترنت بر روی رایانه قربانی.

امکان خواندن کلمات عبور ذخیره شده در حافظهٔ نهان رایانه قربانی.

اجازه دادن به IPهای خاصی برای برقراری اتصال.

چاپ کردن یک یا چند فایل بر روی چاپگر رایانه قربانی.

زمان‌بندی کردن برنامه‌هایی که قرار است پشت سرهم در رایانه قربانی اجرا شود.

چت با سرور به صورت بی‌درنگ و همزمان.